# Krywka (Lutowiska)
Krywka – część wsi Lutowiska, nieistniejąca już wieś w Polsce, położona w województwie podkarpackim, w powiecie bieszczadzkim, w gminie Lutowiska, na wschód od Lutowisk przy granicy z Ukrainą. Według rejestru TERYT obszar dawnej wsi jest częścią składową sołectwa Lutowiska.
Wieś została lokowana w 1580 roku na prawie wołoskim, stanowiąc własność Kmitów. W połowie XIX wieku właścicielami posiadłości tabularnej Krywka było rodzeństwo Świerczyńskich.
W latach 1945–1951 Krywka znajdowała się na obszarze Związku Sowieckiego. Po II wojnie światowej wieś uległa całkowitemu wysiedleniu. Pozostała zabudowa i infrastruktura zostały do roku 1956 zupełnie rozebrane.

## Demografia
- W 1921 roku Krywkę zamieszkiwały 322 osoby w 57 domach mieszkalnych:
  - 292 wyznania greckokatolickiego
  - 24 wyznania mojżeszowego
  - 6 wyznania rzymskokatolickiego